# Licenza
Licenza é uma comuna italiana da região do Lácio, província de Roma, com cerca de 952 habitantes. Estende-se por uma área de 17 km², tendo uma densidade populacional de 56 hab/km². Faz fronteira com Mandela, Monteflavio, Percile, Roccagiovine, San Polo dei Cavalieri, Scandriglia (RI).

## Demografia
| Variação demográfica do município entre 1861 e 2011                               |
|                                                                                   |
| Fonte: Istituto Nazionale di Statistica (ISTAT) - Elaboração gráfica da Wikipedia |